# Gåsinge socken
Gåsinge socken i Södermanland ingick i Daga härad, uppgick 1941 i Gåsinge-Dillnäs socken och är sedan 1992 en del av Gnesta kommun, från 2016 inom Gåsinge-Dillnäs distrikt.
Socknens areal var 116,57 kvadratkilometer, varav 101,87 land.  År 1941 fanns här 1 231 invånare. Godsen Taffsnäs och Närlunda, bruket Skeppsta samt sockenkyrkan Gåsinge kyrka ligger i socknen.  

## Administrativ historik
Gåsinge socken har medeltida ursprung. 
Vid kommunreformen 1862 övergick socknens ansvar för de kyrkliga frågorna till Gåsinge församling och för de borgerliga frågorna till Gåsinge landskommun. Socknen var en egen jordebokssocken till 1941 när den blev en del av Gåsinge-Dillnäs jordebokssocken. Landskommunen uppgick 1941 i Gåsinge-Dillnäs landskommun som 1952 uppgick i Daga landskommun som 1974 uppgick i Nyköpings kommun där denna del 1992 utbröts och överfördes till Gnesta kommun. Församlingen uppgick 1941 i Gåsinge-Dillnäs församling som 2006 uppgick i Daga församling.
1 januari 2016 inrättades distriktet Gåsinge-Dillnäs, med samma omfattning som Gåsinge-Dillnäs församling hade 1999/2000 och fick 1941, och vari detta sockenområde ingår.
Socknen har tillhört län, fögderier, tingslag och domsagor enligt vad som beskrivs i artikeln Daga härad. De indelta soldaterna tillhörde Södermanlands regemente.

## Geografi

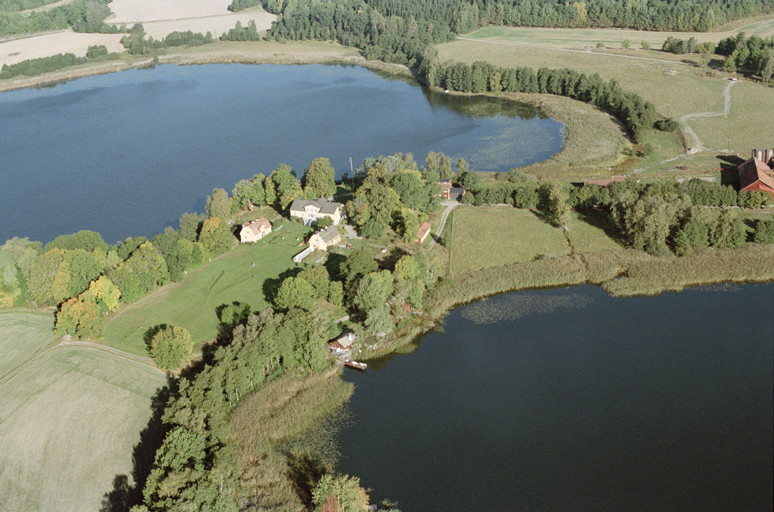
Närlunda säteri och Storsjön 1997.

Gåsinge socken gränsade till Åker, Gryt, Björnlunda, Frustuna, Kattnäs och Dillnäs. 
På en udde i Storsjön ligger det anrika Närlunda säteri med bevarad bebyggelse från 1600-talet. Socknen består både av ett bördigt jordbrukslandskap med sjöar och en bergig skogsbygd med många småsjöar.

## Fornlämningar
Spridda gravrösen och gravar från järnåldern finns här liksom en fornborg och två runristningar.

## Namnet
Namnet (1314 Gåsunga) kommer från kyrkbyn och har efterleden inbyggarbetevkningen unge/inge. Förleden gås syftar troligen på vildgäss och kan ursprungligen ha syftat på Gåsingeviken i Storsjön.